# 但馬ドキドキ情報局
但馬ドキドキ★情報局（たじまどきどきじょうほうきょく）は、兵庫県豊岡市に本社を置くコミュニティ放送局FM JUNGLE（エフエムジャングル）で放送されていた番組である。

## 概要
2014年9月8日放送開始。豊岡生まれで、幼少の期間を過ごしたStarving Trancer（スタトラ）・Xceon（エクシオン）が東京から豊岡の素晴らしさを全国の人に知ってもらい、そんな本人も豊岡がある但馬地方の魅力に新たに気づいていくという番組である。2015年12月25日レギュラー放送終了。
2016年6月から12月まで不定期で「但馬ドキドキ★情報局 特別篇」として放送した。
- 6月4日 22:00～24:00まで（「MK MIX ON AIR」を内包）
- 8月9日 10:00～11:00、20:00～21:00（10:30～11:00、20:30～21:00は「MK MIX ON AIR」を放送）
- 9月20日 10:00～11:00、20:00～21:00（10:30～11:00、20:30～21:00は「MK MIX ON AIR」を放送）
- 10月25日 10:00～11:00、20:00～21:00（10:30～11:00、20:30～21:00は「MK MIX ON AIR」を放送）
- 11月15日 10:00～11:00、20:00～21:00（10:30～11:00、20:30～21:00は「MK MIX ON AIR」を放送）
- 12月20日 10:00～11:00、20:00～21:00（10:30～11:00、20:30～21:00は「MK MIX ON AIR」を放送）

※8月以降は、10時台の放送を「フライング放送」、20時台の放送を「本放送」としている。
2017年6月19日から同年11月27日までは、月1回程度の不定期で「doki_radio_Choice_music」を放送していた（番組タイトルについては「但馬ドキドキ★情報局番外編　ミュージックチョイス」などとアナウンスされる場合もあり、統一はされていない。）

## 番組の特徴
- 毎回「ドキドキ但馬弁講座」があり、講師の向井沙耶香（当時FM JUNGLEパーソナリティ）とお手本ボーイの「ごーくん」（FM JUNGLEスタッフ）が今日から使えるドキドキワンポイント但馬弁をお届け
- ゲーム・声優・アイドルなどのゲストを招き、最新情報や話題に触れる
- 番組終了後に最新の音楽や、その日に登場したゲストの音楽をノンストップMIXでフィーチャーする番組「MK（エムケー）」がNONSTOP DJ（ノンストップDJ）で送る番組「MK MIX ON AIR」へ繋がる
- Twitterと連携した番組づくりを推奨しており（#doki_radio） Starving Trancer本人も「牛しか聴いてないかもしれないから聴いてる人は絶対にハッシュタグをつけてくれないと僕は浮かばれない」と発言している。そんな活動もあってかTwitterのつぶやき回数がしばしば、ツイッぷるトレンド(Twitterの日本国内の時間あたりのつぶやき回数を計測しランキング化するサイト)にて、ランクインする事があり、放送中、瞬間的に1位になった（2015年8月7日放送時 ゲスト：新井大樹）際は、「放送中の30分だけは、セミのようにけたたましく鳴き、その後跡形もなく消え去るのが但馬ドキドキ情報局の美学」と発言している。

## ゲスト（出演者）
（五十音順）
- 浅場佳苗
- 新井大樹
- MK（エムケー）
- FN2
- ELEMENTAS
- Shouya Namai
- 杉山つよし
- 築山さえ
- DJ Command
- 夏川陽子
- 猫体質
- 猫大樹
- Mayumi Morinaga
- Flash back Dominant
- Polyphonix
- 紫咲ほたる
- motion combat
- Yusuke
- Ryu☆